# Bulbostylis conspicua
Bulbostylis conspicua är en halvgräsart som först beskrevs av Johann Otto Boeckeler, och fick sitt nu gällande namn av Hans Heinrich Pfeiffer. Bulbostylis conspicua ingår i släktet Bulbostylis och familjen halvgräs. Inga underarter finns listade i Catalogue of Life.